# 唐沢菜々江
唐沢 菜々江（からさわ ななえ、本名は宇徳尚弓、1974年4月9日 - ）は、東京都中央区銀座で複数のクラブを経営する経営者である。以前は唐沢菜々恵の源氏名で活動していた。東京都大田区出身。血液型A型。

## 人物・略歴
- 1974年4月9日、東京都大田区生まれ。幼稚園から小学校卒業まで千葉県千葉市に住み、中学入学から埼玉県春日部市（旧庄和町）に引っ越す。
- 埼玉県立大宮光陵高等学校外国語コースを両親の離婚問題で中退後、埼玉県立春日部高等学校定時制に編入学し、昼は移動パン屋や生命保険の営業職、夜は地元の春日部市のスナックで働きながら、定時制高校を卒業した。その後、千葉県野田市や東京都台東区上野のキャバクラで働き、25歳のとき、スカウトされて銀座のクラブで銀座ホステスデビュー。銀座で7軒の高級クラブを渡り歩いた後、2009年にカラオケワインバー『SWEET MEMORIES』をオープンして経営者としての道を歩み始める。
- 松田聖子のファンであることを公言し、店舗名に『SWEET MEMORIES』、『Marrakech』、『felicia club』など、松田聖子に関する名前を付けている[1]。
- カルーセル麻紀や橋本甜歌など、芸能人との交友関係も広い[2]。
- 息子が1人いる[3]。
- 2019年から『マネーの虎』に虎として出演していた岩井良明が立ち上げたYouTubeチャンネル『令和の虎CHANNEL』にレギュラー出演中[4]。

## メディア出演
- テレビ朝日『ドスペ! 潜入!欲望の巨大街 銀座24時』2005年6月18日放送
- フジテレビ『とんねるずのハンマープライス』藤井フミヤが結婚式披露宴で「TRUE LOVE」を歌ってくれる権を落札
- TBSテレビ『マツコの知らない世界 ～銀座ママ＆HY仲宗根＆カップラーメン新時代到来SP～』2019年1月8日放送[5]
- TBSテレビ『ゴゴスマ -GO GO!Smile!-』（VTR出演）2019年5月16日放送[6]
- TBSテレビ『Nスタ』（VTR出演）2019年5月24日放送[7]
- TBSテレビ『NEWS23』（VTR出演）2019年5月24日放送[8]
- TBSテレビ『サンデージャポン』（VTR出演）2020年4月11日放送
- YouTubeチャンネル『令和の虎』2018年～現在　※ レギュラー